# Suhrkamp Verlag
Зуркамп (нім. Suhrkamp Verlag) — німецьке видавництво, засноване 1 липня 1950 року в Берліні Петером Зуркампом. Видавництво відоме насамперед своїми виданнями белетристики, як німецької, так і зарубіжної. Саме тут вперше були надруковані німецькою твори таких сучасних українських авторів, як Юрій Андрухович, Тарас Прохасько, Сергій Жадан та Любко Дереш.
Видавництво публікує також наукову літературу з таких дисциплін, як психологія, філософія, літературознавство, історія мистецтва. Саме тут були опубліковані твори Вальтера Беньяміна, Георга Зіммеля, Ернста Блоха, Зігфріда Кракауера, Ролана Барта, Жака Дерріди, Еміля Дюркгайма, Фернана Броделя.
Директор Улла Унзельд-Беркевіч. У видавництві працює 135 співробітників. Річний об'єм продаж 45 млн євро.

## Історія

### «Suhrkamp Verlag, vormals S. Fischer»
Історія «Suhrkamp Verlag» тісно пов'язана з історією популярного німецького видавництва «S. Fischer Verlag», в якому Петер Зуркамп з 1932 року працював головним редактором літературного журналу «Die neue Rundschau». 1936 року. потерпаючи під владою нацистів, власник «S. Fischer Verlag» Готтфрід Берман-Фішер був змушений виїхати з країни, при цьому, видавництво було розділено на дві частини. Берлінським відділенням протягом восьми років керував Зуркамп. 1944 року він був заарештований за підозрою в державній зраді й був інтернований до концтабору Заксенхаузен. Після виходу на свободу Зуркамп продовжив свою видавничу діяльність в «Suhrkamp Verlag, vormals S. Fischer».

### Заснування та перші десятиліття існування
1950 року Петер Зуркамп вирішив заснувати своє незалежне видавництво «Suhrkamp Verlag», при цьому, авторам, що друкувався в роки Третього рейху в розділеному «S. Fischer Verlag», запропонували самостійно вибрати, з яким видавництвом співпрацювати: чи з відродженим під Франкфурті «S. Fischer Verlag», чи з новим «Suhrkamp Verlag». Зрештою 33 з 48 авторів вирішили друкуватися у Зуркампі, серед них були зокрема Бертольд Брехт, Герман Гессе  і Герман Козак.
Першою серією книг видавництва стала «Бібліотека Зуркамп» (нім. Bibliothek Suhrkamp), в якій випускалися найвидатніші автори XX століття. На сьогоднішній день в рамках цієї серії було випущено понад 1500 книг.
1959 року після смерті Петера Зуркампа видавництво перейшло під керування Зігфріда Унзельда. Саме Унзельду належить фраза "«Зуркамп» видає не книги, а авторів" (англ. "Der Suhrkamp Verlag verlegt keine Bücher, sondern Authoren", що стала девізом видавництва. 
1963 року до «Suhrkamp Verlag» приєдналося лейпцизьке видавництво «Insel Verlag». Цього ж року була заснована популярна серія книг «edition suhrkamp», в якій випускалися переважно твори політико-філософського характеру. З 1971 року виходить серія кишенькових книг «suhrkamp taschenbuch». 1990 року «Suhrkamp Verlag» придбав засноване ще 1901 року видавництво «Jüdischer Verlag». З 1998 року видається серія «Suhrkamp BasisBibliothek», в яку входять класичні твори з докладними коментарями. Ця серія орієнтирована переважно на школярів та студентів.

### Сучасність

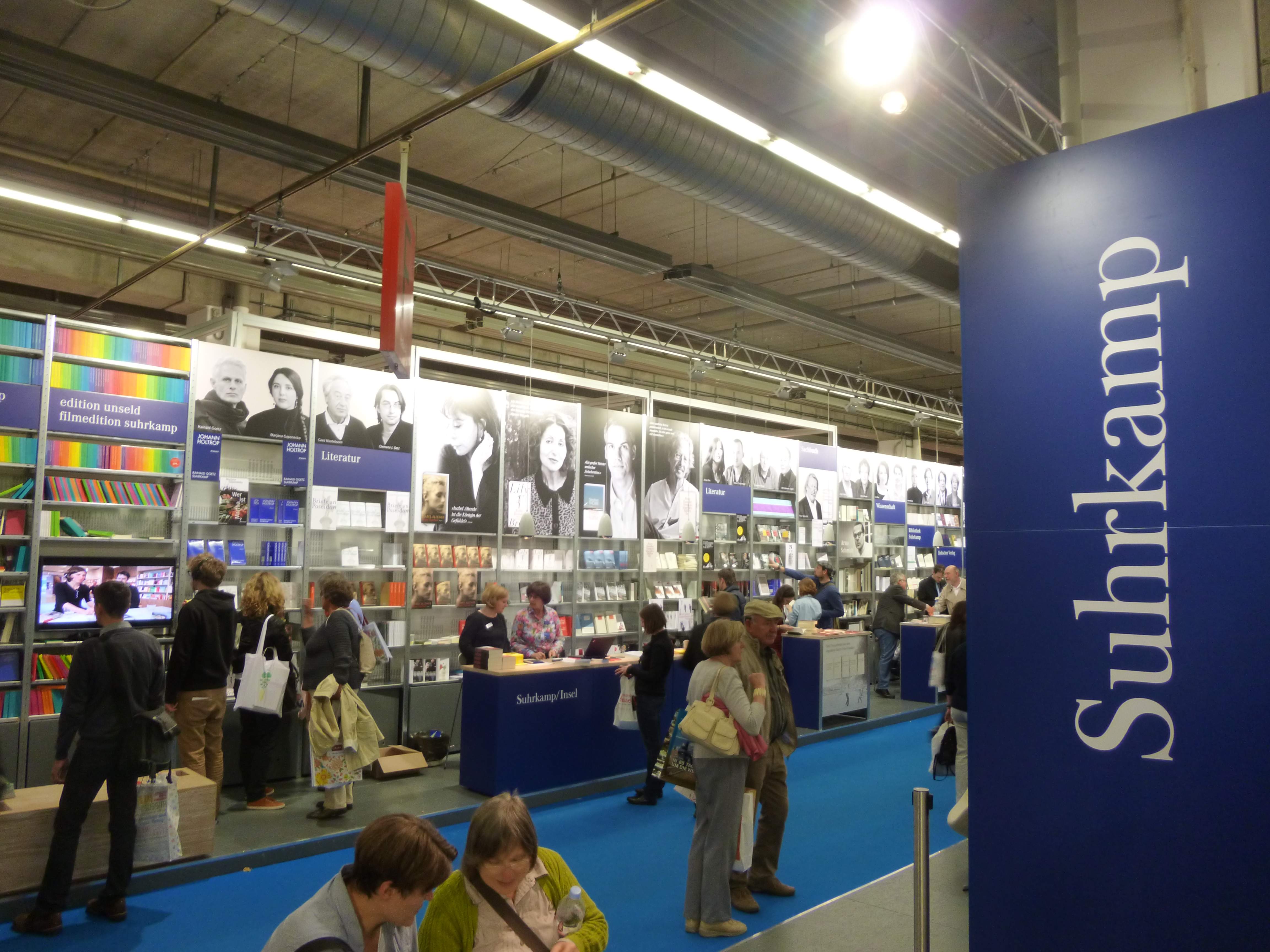
Стенд «Suhrkamp Verlag» на Франкфуртської книжковому ярмарку 2012 року.

2002 року після смерті Зігфріда Унзельда директором «Suhrkamp Verlag» стала його дружина Улла Беркевич. 2004 року видавництвом була заснована «Премія Зігфріда Унзельда» (нім. Siegfried Unseld Preis) розміром 50 000 євро, яка вручається раз на два роки. 2005 року з'явилася серія «Suhrkamp BasisBiographien» — біографії відомих особистостей. С 2006 по 2009 роками з'явилися також серії «medizinHuman» (популярна література про здоров'я в кишеньковому форматі), «Suhrkamp Studienbibliothek» (наукова література для школи), «edition unseld» (науково-популярна література), «suhrkamp nova» (кишенькові детективи та трилери), «filmedition suhrkamp» (кінофільми на DVD). 
2010 року видавництво переїхало з Франкфурта-на-Майні до Берліна.

## Автори видавництва

### Німецькі автори
- Герман Гессе
- Бертольд Брехт
- Макс Фріш
- Пауль Целан
- Томас Бернгард
- Петер Гандке
- Мартін Вальзер

### Зарубіжні автори
- Марсель Пруст
- Джеймс Джойс
- Томас Стернз Еліот
- Октавіо Пас
- Віслава Шимборська
- Маріо Варгас Льйоса
- Амос Оз
- Хорхе Семпрун
- Ізабель Альєнде